# Joel Glazer
Joel Glazer es parte de la familia Glazer, la cual controla la First Allied Corporation y la Zapata Corporation, los Tampa Bay Buccaneers de la NFL y el club de fútbol Manchester United de la liga inglesa.
Joel Glazer recibió una licenciatura en estudios interdisciplinarios por parte de la Universidad Americana en Washington D. C.

## Trayectoria ejecutiva

### Manchester United
Actualmente, junto a su hermano Avram Glazer, es presidente ejecutivo conjunto de la junta directiva del Manchester United. Ambos fueron designados por su padre, Malcolm Glazer.

### Tampa Bay
Joel Glazer es el vicepresidente ejecutivo de los Tampa Bay Buccaneers. Fuera de la temporada competitiva de 2002, Joel trabajó, al lado de sus hermanos Edward y Bryan, en la contratación de un entrenador estelar de la NFL, Jon Gruden. Con la contratación de Gruden, Glazer y su familia mostraron su compromiso en la construcción de un equipo de campeonato para la comunidad de Tampa-St. Petersburg; siendo, Gruden, el entrenador más joven de la historia de la NFL en ganar un Super Bowl. De igual forma, Gruden fue también el primer entrenador no novato de la NFL en liderear un equipo nuevo al Super Bowl en su primera temporada.
Glazer ha ayudado a dirigir el diseño de la futura piedra angular de la franquicia: un nuevo campo de entrenamiento  de 13 500 m², prometiendo una «instalación de clase mundial» que será la mejor la National Football League. La espectacular e innovadora instalación, que se inauguró a tiempo para la temporada 2006 de la NFL, fue construida en el sitio del antiguo centro comercial de Tampa Bay, al otro lado de la calle de donde se encuentra el Raymond James Stadium.

### Vida personal
Su familia está asentada en Florida.